# Винченцо
„Винченцо“ (на корейски: 빈센조, Binsenjo; на италиански: Vincenzo) е южнокорейски сериал с участието на Сонг Джунг-ки като главен герой заедно с Чон Йо-бин, Ок Тек-йон, Ким Йо-джин и Куак Донг-йон. Излъчва се по телевизионния канал tvN от 20 февруари до 2 май 2021 г., всяка събота и неделя от 21:00 часа.

## Сюжет
На осемгодишна възраст Пак Джу-хьонг е осиновен от италианско семейство и заминава да живее в Италия. По-късно той се присъединява към мафията и е осиновен от Дон Фабио, глава на мафиотското семейство Касано. Преименуван на „Винченцо Касано“, той става италиански адвокат, консултант на мафията и дясната ръка на Дон Фабио. След като Фабио умира, Паоло, биологичният син на Фабио и новият лидер на семейство Касано, се опитва да убие Винченцо.
След това Винченцо бяга в Сеул и се опитва да върне 1,5 тона злато, които наскоро починал китайски магнат, е скрил тайно в мазето на Geumga Plaza. Фирма за недвижими имоти под ръководството на Babel Group обаче е придобила незаконно собствеността върху сградата и Винченцо трябва да използва уменията си, за да си върне сградата и да възстанови състоянието си.
Сред странните наематели в Geumga Plaza е Адвокатското дружество Jipuragi, управлявано от Хонг Ю-чан, в което Винченцо установява, че има съгласувани интереси. Отначало Винченцо влиза в конфликт с дъщерята на Хонг Ю-чан, Хонг Ча-йонг, адвокат на конкурентна фирма, но след смъртта на баща си тя поема практиката и обединява сили с Винченцо и останалите наематели, за да се бори с Babel Group.

## Актьори
- Сонг Джунг-ки – Винченцо Касано / Пак Джу-хьонг
- Чон Йо-бин – Хонг Ча-йонг
- Ок Тек-йон – Чанг Джун-у / Чанг Хан-сок
- Ким Йо-джин – Че Мьонг-хи
- Куак Донг-йон – Чанг Хан-со

## В България
В България сериалът се предлага на Нетфликс в оригинално аудио с български субтитри.